# Solanum anceps
Espèce
Synonymes
selon tropicos :
- Bassovia anceps (Ruiz & Pav.) Rusby
- Bassovia platyneura H.J.P. Winkl.
- Bassovia sylvatica Aubl.
- Solanum aubletii Pulle
- Solanum conjugens Bitter
- Solanum conjungens Bitter
- Solanum richardii Dunal
- Solanum sylvaticum Dunal
- Solanum theobromophyllum Bitter[1]

selon GBIF :
- Bassovia anceps (Ruiz & Pav.) Rusby
- Bassovia platyneura H.J.P.Winkl.
- Bassovia richardii Dunal
- Bassovia richardii var. martii Dunal
- Bassovia sylvatica Aubl.
- Capsicum richardii (Dunal) Kuntze
- Capsicum sylvaticum (Aubl.) Kuntze
- Solanum aubletii Pulle
- Solanum bassovia Dunal
- Solanum conjungens Bitter
- Solanum hederiradiculum Bitter
- Solanum richardii (Dunal) Lemée
- Solanum sylvaticum (Aubl.) Bitter
- Solanum theobromophyllum Bitter
- Solanum theobromophyllum var. procerius Bitter[2]

Solanum anceps est une espèce d'arbuste, appartenant à la famille des Solanaceae.

## Description
Solanum anceps est une herbacée ou un sous-arbrisseau, haut de 1-1,5 m, glabre à l'exception de minuscules poils simplex sur les parties les plus jeunes.
Les feuilles sont simplets alternes avec des pétioles longs de 25-45 mm.
Le limbe est elliptique, mesurant 18-26 x 8-13 cm, généralement pourpre en dessous, la base aiguë, l'apex acuminé, et les marges entières.
Les inflorescences sont axillaires, simples, racémeuses, longues jusqu'à 3 cm, avec plusieurs fleurs.
Les fleurs présentent une corolle profondément lobée, blanche, à lobes recourbés, longs de 2,5 mm, et des anthères longues de 1,3-1,5 mm
Les fruits sont des baies vertes coniques, mesurant 15 × 10 mm, et à surface tuberculée.
Les graines sont longues de 2,5 mm.

## Écologie
Cette herbacée de sous-bois fleurit et fructifie quasiment toute l'année.
La phyllogénie de la section Pteroidea à laquelle appartient Solanum anceps a été étudiée,,. 
La prédation par les chenilles du papillon Oleria onega et sa stratégie de ponte sur les feuilles de Solanum anceps ont été étudiées au Pérou,.

## Utilisation
Solanum anceps est employée au Brésil comme plante médicinale par les Huni Kuĩ de l'ouest amazonien.

## Histoire naturelle

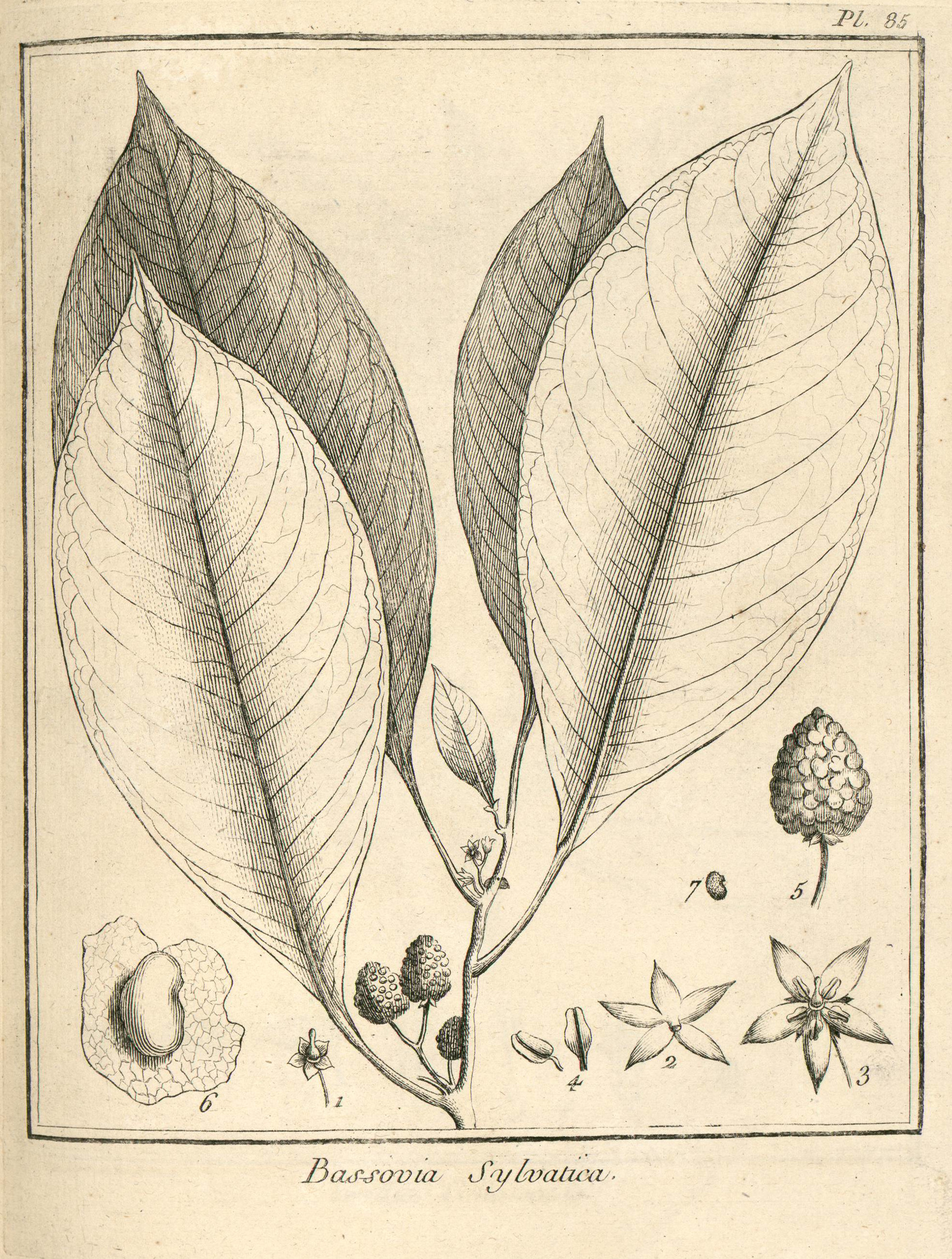
Bassovia sylvatica (=Solanum anceps) par Aublet (1775) :
Planche 85. On a groſſi les parties de la fleur & du fruit dans la figure : les fleurs & les fruits ſont & groſſeur naturelle. - 1. Calice. Piſtil. - 2. Corolle vue en deſſous. - 3. Corolle vue en deſſus. - 4. Étamines. - 5. Baie. - 6. Semence groſſie 3 avec ſa membrane. - 7. Semence nue.

Solanum anceps a premièrement été décrit en 1775, par le botaniste Aublet sous le nom de Bassovia sylvatica : 

« BASSOVIA (ſylvarica). (Tabula 85.)
Planta tri aut quadri-pedalis, ramos plures, herbaceos, erectos, ramoſos, è radice emittens. Folia akerna, ampia, ovato-acuta, glabra? integerrima, petiolata.
Flores exigui, corymboſi, axillares.
Florebat, fructumque ferebat Junio.
Habitat in ſylvis humidis, territorii comitates de Gêne, & præſertim prope prædium & Gourgue.

LA BASSOVE des forêts. (Planche 85.)
La racine de cette plante pouſſe des tiges herbacées, branchues & rameuſes, hautes & trois ou quatre pieds, garnies de feuilles alternes, vertes, molles, ovales, terminées en pointe. Les plus grandes feuilles ont dix polices de longueur, ſur quatre pouces & demi de largeur ; leur pédicule a environ un pouce. 
Les fleurs naiſſent par petits bouquets à l'aiſſelle des feuilles ; elles ſont vertes & très petites. Leur calice eſt d'une ſeule pièce diviſé en cinq petites parties aiguës. 
La corolle eſt d'une ſeule pièce, attachée au fond du calice autour de l'ovaire ; ſon tube eſt court ; elle eſt partagée profondément en cinq lobes aigüs. 
Les étamines ſont au nombre de cinq, attachées au bas de chaque lobe, leur filet eſt court. Les anthères ſont larges, à deux bourſes, ſéparées par un ſillon. 
Le piſtil eſt un ovaire arrondi, ſurmonté d'un style court, terminé par un stigmate renflé & obtus. 
L'ovaire devient une baie ſucculente, verte, boſſelée, remplie de menues semences taillées en forme de rein, & bordées d'un feuillet membraneux. 
J'ai trouvé cette plante dans les forêts humides qu'on traverſe en allant par terre à la bâtiſſe du Roi, en venant de l'habitation de Madame de Gourgue. 
Elle étoit en fleur & en fruit dans le mois de Juin. »

— Fusée-Aublet, 1775.